# Бендзари
Бендзари́ — село у складі Балтської міської громади у Подільському районі, Одеська область (до 2016 року було підпорядковане Бендзарівській сільській раді Балтського району). Розташоване в долині річки Кодими, поряд з адміністративним центром громади (містом Балта) і за 7 км від залізничної станції Балта. На заході межує з містом Балта, на півночі з селом Козацьке і Коритне, на сході з селом Андріяшівка, на півдні з селами Білине і Пасицели.

## Історія
Село засноване у середині XVIII ст. У 1975 році в селі споруджений меморіал Слави на честь загиблих під час німецько-радянської війни.
Поблизу Бендзарів виявлено археологічну пам'ятку — поселення трипільської культури (III тисячоліття до РХ) і поселення, що існувало тут в II—V ст. нашої ери.
7 (20) листопада 1917 року, відповідно до Третього Універсалу Української Центральної Ради, увійшло до складу Української Народної Республіки.
Під час організованого радянською владою Голодомору 1932—1933 років померло 2 жителі села.
12 червня 2020 року, відповідно до Розпорядження Кабінету Міністрів України від № 724-р «Про визначення адміністративних центрів та затвердження територій територіальних громад Одеської області», увійшло до складу Балтської міської територіальної громади.
19 липня 2020 року, в результаті адміністративно-територіальної реформи і ліквідації Балтського району, село увійшло до складу новоутвореного Подільського району.

## Населення
Згідно з переписом 1989 року населення села становило 1141 особа, з яких 494 чоловіки та 647 жінок.
За переписом населення 2001 року в селі мешкало 1036 осіб.

### Мова
Розподіл населення за рідною мовою за даними перепису 2001 року:
| Мова       | Відсоток |
| ---------- | -------- |
| українська | 96,92 %  |
| російська  | 1,83 %   |
| румунська  | 0,58 %   |
| румунська  | 0,48 %   |
| болгарська | 0,19 %   |

## Пам'ятки
Поряд з селом розташовано Бендзарівський ландшафтний заказник, засновано у 1993 року, загальна площа 30 гектар.

## Відомі мешканці

### Народились
- Вадатурський Олексій Опанасович — український агропідприємець. Герой України, генеральний директор сільськогосподарського підприємства «НІБУЛОН», віце-президент Української зернової асоціації.
- Вамич Яків Васильович (1927—2009) — комбайнер, Герой Соціалістичної Праці.
- Мітакі Валерій Валерійович (1992—2023) — солдат збройних сил України, учасник російсько-української війни.